# Ectobius burri
Ectobius burri är en kackerlacksart som beskrevs av Adelung 1917. Ectobius burri ingår i släktet Ectobius och familjen småkackerlackor.

## Underarter
Arten delas in i följande underarter:
- E. b. burri
- E. b. macedonicus